# 埃斯帕諾拉 (安大略省)
埃斯帕諾拉（英語：Espanola）是加拿大安大略省北部薩德伯里區一鎮，為該區的行政中心，離瑟比利市中心西南約70（43英里）。據2011年加拿大人口普查所示，埃斯帕諾拉有5364名居民。

## 歷史
1899年，安大略省政府與西班牙河造紙公司達成協議，容許該公司於往後21年間在此帶約5600平方公里的土地伐木。該公司在此設立紙漿工廠並劃下埃斯帕諾拉鎮址，又從1903年起在鎮址内興建房屋安置員工。鐵路工程於1911年在此展開，大批鐵路工人遷至公司鎮址以南的地域，而該帶亦隨之得名為南埃斯帕諾拉。第一次世界大戰後經濟環境良好，促使紙漿工廠進行擴建，員工數目上升至700人。然而，紙漿業界於1920年代中期出現衰退，鎮内紙漿工廠於1929年末倒閉，埃斯帕諾拉的日常運作亦大致停頓。
第二次世界大戰期間，德國戰俘囚禁在紙漿工廠遺址。1943年，卡拉馬祖造紙公司購入紙漿工廠及埃斯帕諾拉鎮址，並重開紙漿工廠。該公司於1946年成立埃斯帕諾拉發展公司（Espanola Development Company），並將鎮址的日常行政事務交予該全資附屬公司管理。到了1950年代中期，尚未設立地方政府的南埃斯帕諾拉仍然缺乏自來水和排污設施等基礎建設，該帶居民因此爭取建制為鎮。埃斯帕諾拉終在1958年3月1日正式設鎮。

## 交通
埃斯帕諾拉位於安大略省6號和17號公路的交匯處以南：6號公路自此向南通往馬尼圖林島；17號公路（橫加公路）西通蘇聖瑪麗，東達瑟比利和北灣。

## 文献
- Espanola on the Spanish, by George R. Morrison (1989)
- T. Gallagher. .   [2014-08-13]. （原始内容存档于2019-12-10）.
- Terence Thomas Quirke. .   [2014-08-13]. （原始内容存档于2019-12-10）.

## 外部連結
- 维基共享资源上的相關多媒體資源：埃斯帕諾拉
- （英文）Welcome to Espanola, Ontario （页面存档备份，存于）－埃斯帕諾拉鎮政府官方網站